# Cádiz Club de Fútbol 2009-2010
Questa voce raccoglie le informazioni riguardanti il Cádiz Club de Fútbol nelle competizioni ufficiali della stagione 2019-2020.

## Rosa 2009-2010
| N. |                      | Ruolo | Calciatore        |
| -- | -------------------- | ----- | ----------------- |
| 1  | Spagna (bandiera)    | P     | Dani              |
| 2  | Colombia (bandiera)  | D     | José de la Cuesta |
| 3  | Spagna (bandiera)    | D     | Raúl López        |
| 4  | Spagna (bandiera)    | D     | Roberto Mansilla  |
| 5  | Spagna (bandiera)    | D     | Dani Fragoso      |
| 6  | Spagna (bandiera)    | C     | Ion Erice         |
| 7  | Spagna (bandiera)    | D     | Cristian          |
| 8  | Spagna (bandiera)    | A     | Enrique           |
| 9  | Spagna (bandiera)    | A     | Diego Tristán     |
| 10 | Spagna (bandiera)    | C     | Fran Cortés       |
| 11 | Spagna (bandiera)    | C     | José López Silva  |
| 12 | Argentina (bandiera) | A     | Mariano Toedtli   |
| 13 | Spagna (bandiera)    | P     | Kiko Casilla      |

| N. |                      | Ruolo | Calciatore          |
| -- | -------------------- | ----- | ------------------- |
| 14 | Nigeria (bandiera)   | A     | Bartholomew Ogbeche |
| 15 | Spagna (bandiera)    | D     | Daniel Cifuentes    |
| 16 | Uruguay (bandiera)   | C     | Andrés Fleurquin    |
| 17 | Spagna (bandiera)    | C     | Fernando Velasco    |
| 18 | Spagna (bandiera)    | A     | Joseba Arriaga      |
| 19 | Argentina (bandiera) | C     | Víctor Ormazábal    |
| 20 | Spagna (bandiera)    | C     | Abraham González    |
| 21 | Spagna (bandiera)    | C     | Carlos Caballero    |
| 22 | Spagna (bandiera)    | C     | Nano                |
| 23 | Spagna (bandiera)    | D     | Jaume               |
| 24 | Spagna (bandiera)    | D     | Álvaro Silva        |
| 25 | Rep. Ceca (bandiera) | P     | Zdeněk Zlámal       |